# Ceylon i olympiska sommarspelen 1952
Ceylon (nuvarande Sri Lanka) deltog med fem deltagare vid de olympiska sommarspelen 1952 i Helsingfors. Ingen av landets deltagare erövrade någon medalj.